# L'Évadé de Dartmoor
Pour plus de détails, voir Fiche technique et Distribution.
L'Évadé de Dartmoor (titre original : Escape) est un film américano-britannique réalisé par Joseph L. Mankiewicz, sorti en 1948.

## Synopsis
Matt Denant, jugé coupable d'avoir tué un détective, purge trois ans à la prison du Dartmoor, de laquelle il s'évade avant de rencontrer Dora Winton, qui va lui venir en aide. 

## Fiche technique
- Titre : L'Évadé de Dartmoor
- Titre original : Escape
- Réalisation : Joseph L. Mankiewicz
- Scénario : Philip Dunne, d'après la pièce éponyme de John Galsworthy
- Photographie : Freddie Young
- Montage : Alan L. Jaggs et Kenneth Heeley-Ray (non crédité)
- Musique : William Alwyn
- Direction musicale : Muir Mathieson
- Direction artistique : Alex Vetchinsky
- Costumes : Mme W. Jackson (non créditée)
- Producteur : William Perlberg
- Société de production : 20th Century Fox
- Société de distribution : 20th Century Fox
- Pays de production :  États-Unis |  Royaume-Uni
- Métrage : 2 157,65 m (9 bobines)
- Format : Noir et blanc 35 mm — 1,37:1 — Son : Mono
- Genre : Film dramatique, Film noir, Thriller
- Durée : 78 minutes (1 h 18)
- Dates de sortie :
  - Royaume-Uni : 23 mars 1948 (Londres)
  - États-Unis : 30 juillet 1948 (Los Angeles)

## Distribution
- Rex Harrison : Matt Denant
- Peggy Cummins : Dora Winton
- William Hartnell : Inspecteur Harris
- Norman Wooland : Le ministre
- Jill Esmond : Grace Winton
- Frederick Piper : Brownie, un prisonnier
- Marjorie Rhodes : Mme Pinkem
- Betty Ann Davies : La fille dans le parc
- Cyril Cusack : Rodgers
- John Slater : Le vendeur
- Frank Pettingell : Beames, un policier
- Michael Golden : Détective Penter
- Frederick Leister : Le juge
- Walter Hudd (en) : L'avocat de la défense
- Maurice Denham : L'avocat général
- Jacqueline Clarke : Phyllis, la servante
- Frank Tickle : M. Pinkern
- Peter Croft : Titch
- Stuart Lindsell : Sir James Winton
- Patrick Troughton : Jim, un berger

Acteurs non crédités :
- George Merritt : le gardien-chef de la prison
- George Woodbridge : le fermier Browning

## Autour du film
- L'Évadé de Dartmoor est le remake du film britannique Escape (en) (même titre original), réalisé par Basil Dean et sorti en 1930, avec Gerald du Maurier (Matt) et Madeleine Carroll (Dora).